# Robert Courrier
Robert Courrier, né le 6 octobre 1895 à Saxon-Sion (Meurthe-et-Moselle) et mort le 14 mars 1986 à Paris, est un biologiste français et secrétaire perpétuel de l'Académie des sciences pendant près de quarante ans (de 1948 à 1986). Il obtient la médaille d'or du CNRS en 1963. Il soutient les expérimentations entreprises sur les appareils d'Antoine Priore, présumés capables de traiter le cancer, et s'oppose sur ce sujet aux professeurs de Broglie et Lacassagne.
Il est fellow de la Royal Society.

## Carrière
- 1895-1913 : naissance dans une famille d'instituteurs ; études secondaires à Pont-à-Mousson ;
- 1913-1916 : il entre à la Faculté des sciences de Nancy en 1913 pour y préparer le PCN ; en novembre 1914, il s'inscrit à la Faculté de médecine de Nancy ; mobilisé en décembre, blessé à la bataille de Verdun, il reçoit la croix de guerre en 1916 ;
- 1919-1924 : études à la Faculté de médecine de Strasbourg où il obtient, en 1924, son doctorat en médecine pour une thèse sur « Le cycle sexuel chez la femelle des mammifères : Étude de la phase folliculaire » ; en 1920, il y devient élève puis chercheur au laboratoire de Pol Bouin ; à la suite de ses premières recherches, il fait paraître deux notes très remarquées sur les chauves-souris hibernantes, d'abord sur les mâles, puis sur les femelles ; dès 1921, il tente de vérifier l'action de la thyroïde sur le thymus, décrite en Belgique par Albert Dustin ; ainsi, dès ces deux premières années au laboratoire, sont esquissées les trois directions majeures de ses recherches : les endocrinologies du testicule, de l'ovaire et de la thyroïde ;
- 1926 : il rejoint son premier poste officiel comme chargé de l'enseignement d'histologie à la Faculté de médecine d'Alger ;
- 1927 : doctorat en sciences naturelles, à la Faculté d'Alger, sur le « Déterminisme des caractères sexuels secondaires chez quelques mammifères à activité testiculaire périodique » ; agrégation de médecine ; histologie et embryologie à la faculté de médecine d'Alger ;
- 1938 : à 42 ans, il est nommé professeur au Collège de France, titulaire de la chaire de morphologie expérimentale et endocrinologie ;
- 1939 : il est élu membre du Conseil supérieur de la recherche scientifique, futur CNRS ; la même année, il est élu membre associé étranger de l'Académie de médecine de Roumanie ;
- 1954 : membre étranger de l'Académie royale de Belgique (classe des sciences) ; la même année, membre étranger de la Société royale de Londres ;
- 1956 : membre honoraire étranger de l'Académie américaine des arts et des sciences ; il est l'un des cofondateurs de l’Association Claude-Bernard avec Gabriel Richet.
- 1957 : membre de la British Ecological Society ;
- 1958 : membre de l'Académie des XL de Rome ;
- 1959 : membre correspondant étranger de l'Académie nationale de médecine de Buenos-Aires ;
- 1966-1977 : membre du Haut Comité de la langue française.

## Publications

### Conférences prononcées à la séance annuelle de l'Académie des sciences
- 1970 : « Georges Cuvier, 1769-1832 : Certains aspects de sa carrière », 14 décembre.
- 1971 : « L'entreprise et ses problèmes ».
- 1972 : « Notice sur la vie et les travaux de Georges Urbain, 1872-1938 », 11 décembre.
- 1974 : « Notice sur la vie et les travaux de Camille Arambourg, 1885-1969 : Ses recherches sur la genèse de l'humanité », 9 décembre.
- 1976 : « Notice sur la vie et l'œuvre d'Edmond Sergent, 1876-1969, membre non résidant », 13 décembre 1976.
- 1980 : « Thérèse et Jacques Tréfouël », 8 décembre.
- 1982 : « Robert Debré, membre de la section de biologie humaine et sciences médicales », 6 décembre.
- 1984 : « En souvenir de Frédéric Joliot ».

## Distinctions
- Académie nationale de médecine, président (1941)
- Académie des sciences (1944), secrétaire perpétuel (1948-1986)
- Académie nationale de pharmacie, membre associé
- Société française d'endocrinologie, président (1950)
- Comité des travaux historiques et scientifiques, président (1951)
- Médaille d'or du CNRS (1963)